# تازه‌کار بی‌رغبت
تازه‌کار بی‌رغبت (انگلیسی: The Reluctant Debutante) فیلمی در ژانر کمدی رمانتیک به کارگردانی وینسنت مینلی است که در سال ۱۹۵۸ منتشر شد.
در سال ۲۰۰۳ این فیلم با بازی کالین فرث و آماندا باینز با عنوان چیزی که یک دختر می‌خواهد بازسازی شد.

## بازیگران
- رکس هریسون
- ساندرا دی
- جان ساکسون
- کی کندال
- آنجلا لنسبوری
- پیتر مِیرز
- دایان کلیر
- چارلز کولوم
- شیلا رینر
- امبروزین فیلپاتز